# Cytaea sylvia
Cytaea sylvia är en spindelart som beskrevs av Henry Roughton Hogg 1915. Cytaea sylvia ingår i släktet Cytaea och familjen hoppspindlar. Inga underarter finns listade i Catalogue of Life.